# Saprophyten

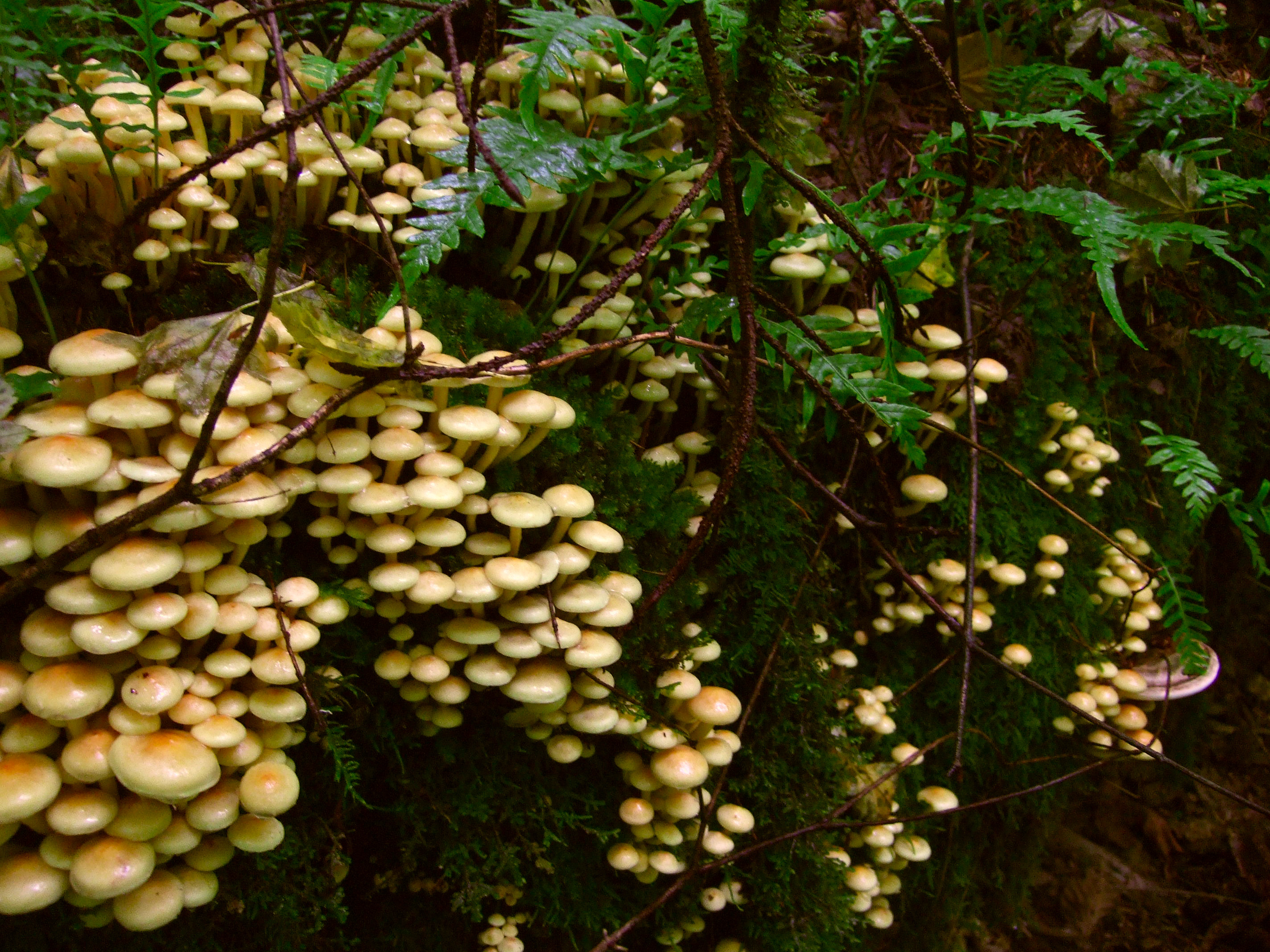
Ein saprophytischer Pilz: der Grünblättrige Schwefelkopf

Saprophyten schließen Bakterien, saprophytische Pilze sowie spezialisierte Pflanzen ein, die nicht oder nur eingeschränkt zur Photosynthese fähig sind und ihren Nährstoffbedarf daher ganz oder teilweise aus toter organischer Substanz decken. Saprophyten erfüllen wichtige ökologische Funktionen, da sie an der Entstehung von Fäulnis- und Zersetzungsprozessen sowie bei Verwesungsvorgängen beteiligt sind und Mineralisation betreiben.
Tiere, die dieselbe Funktion übernehmen, nennt man Saprobionten.
Als Destruenten werden kleinere Zersetzer, wie Mikroorganismen, Bakterien und Pilze bezeichnet. Sie sind für die Zersetzung organischer Ausscheidungsprodukte, bzw. Exkremente sowie Aas dafür zuständig organische Verbindungen in anorganische umzuwandeln.

## Ökologische Bedeutung und Vorkommen

### Ökologische Bedeutung
In der Natur wird die Zersetzung von lebloser, verwesender und faulender organischer Materie wie Totholz, Laub, Kadavern, Streu, Exkrement etc. von Saprophyten und Saprobionten übernommen. Als Zersetzer ermöglichen sie die Verfügbarkeit von Nährstoffen für Bodenorganismen und Mikroben und sind maßgeblich an der Bildung von Humus sowie der Zusammensetzung der Bodenstruktur beteiligt. Sie leisten somit einen wichtigen Beitrag zur Biodiversität sowie zum Erhalt ökologischer Kreisläufe.

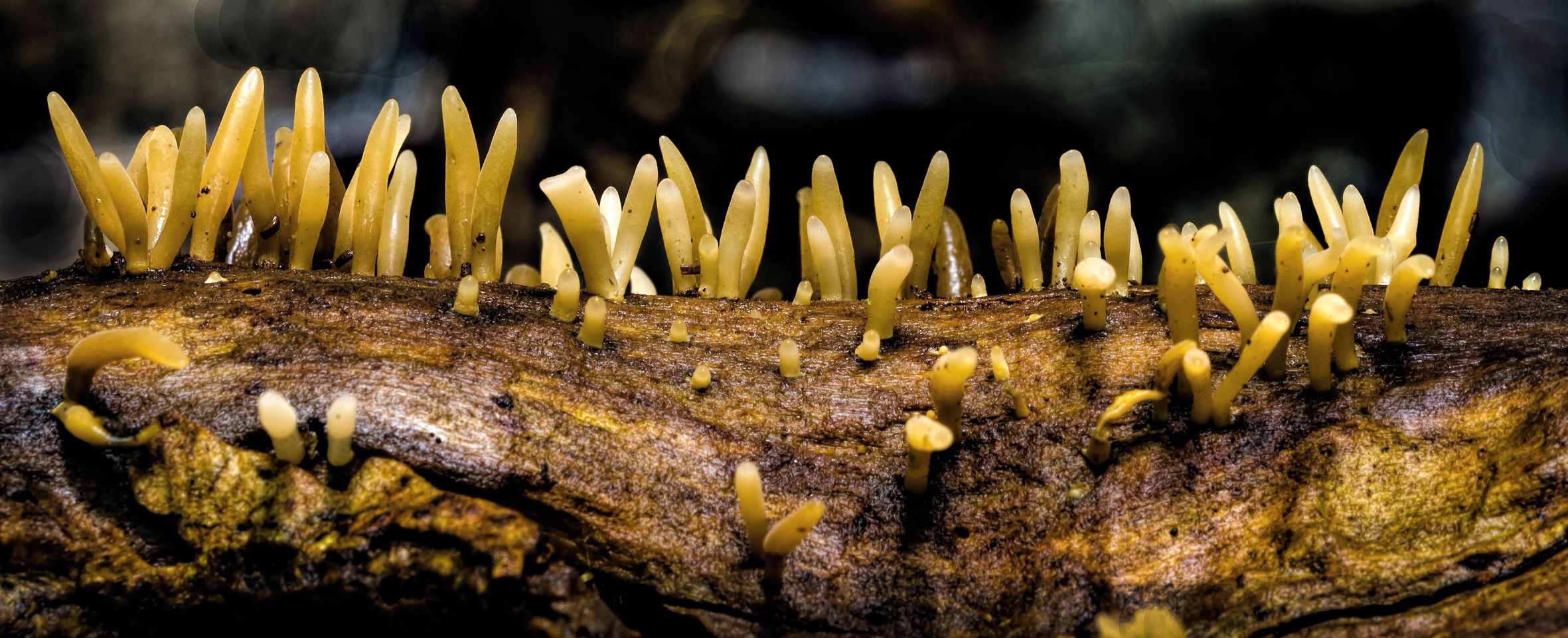
Baumpilze; Heterobasidiomycetes

### Vorkommen
Zu den Saprophyten zählen zahlreiche Bakterien und Pilze (z. B. Baumpilze) sowie einige parasitär lebende Pflanzen (siehe: Phytoparasitismus), die sich von organischer Materie ernähren und diese zersetzen.
Da Bakterien und Pilze heute nicht mehr dem Pflanzenreich (Pflanzen) zugeordnet werden, bezeichnet man diese chemoorganotrophen Formen (siehe: Chemoorganotrophie) heute mitunter auch als Saprobionten. Ökologisch betrachtet erfüllen Saprophyten eine wichtige Aufgabe für den Stoffkreislauf, da sie die Bestandteile von Überresten wieder für andere Organismen verfügbar machen.

## Beispiele

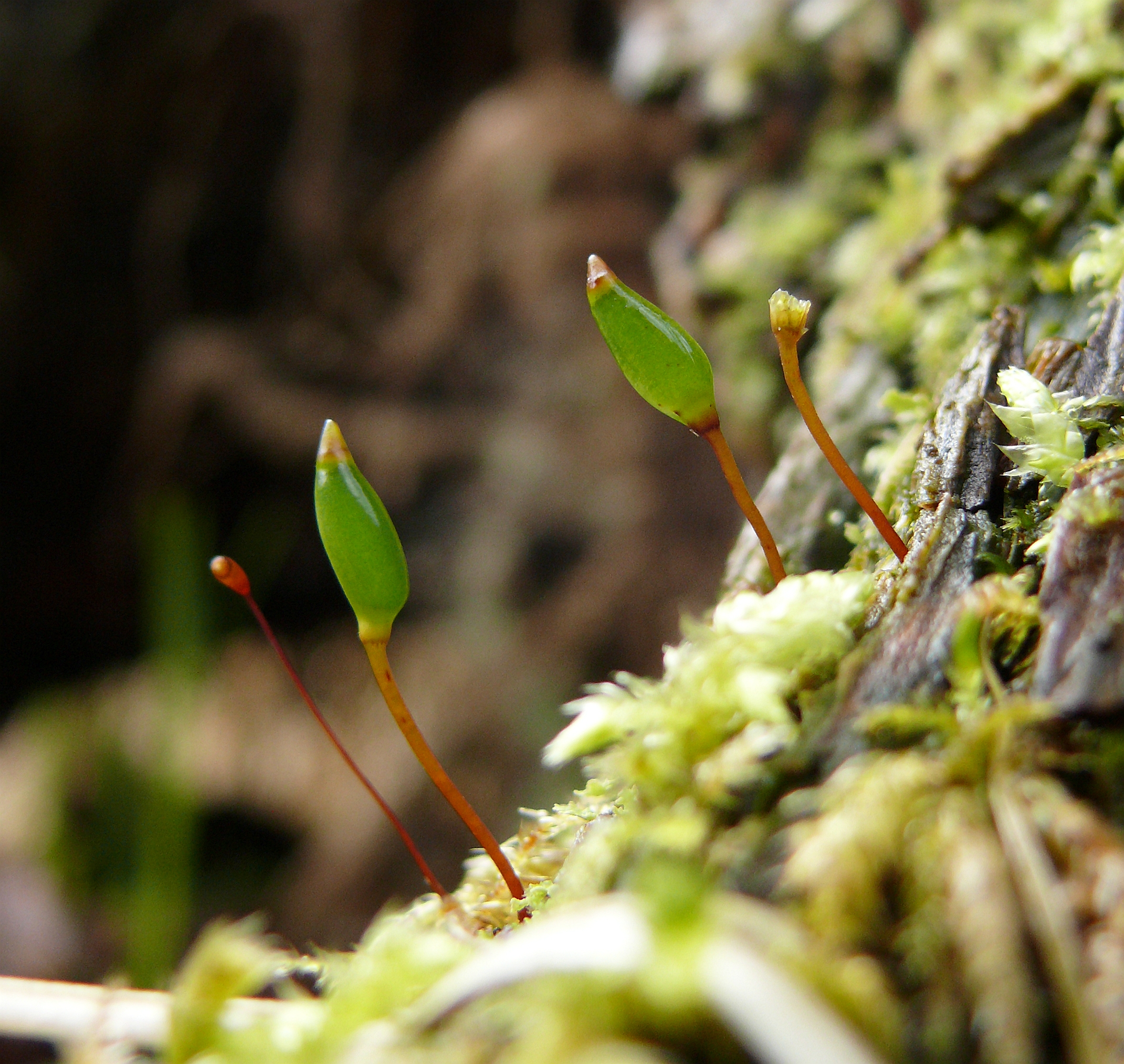
Grünes Koboldmoos auf Totholz

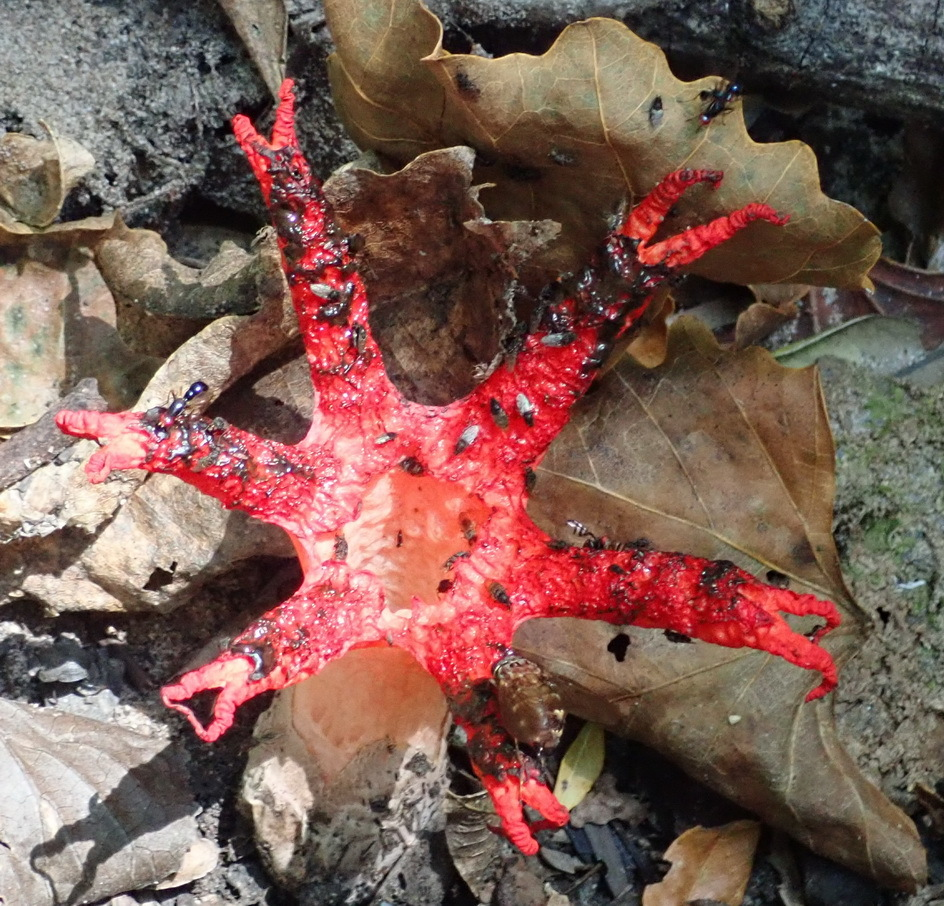
Der Tintenfischpilz zählt zu den Gitterlingen, die durch Aasgeruch auf sich aufmerksam machen

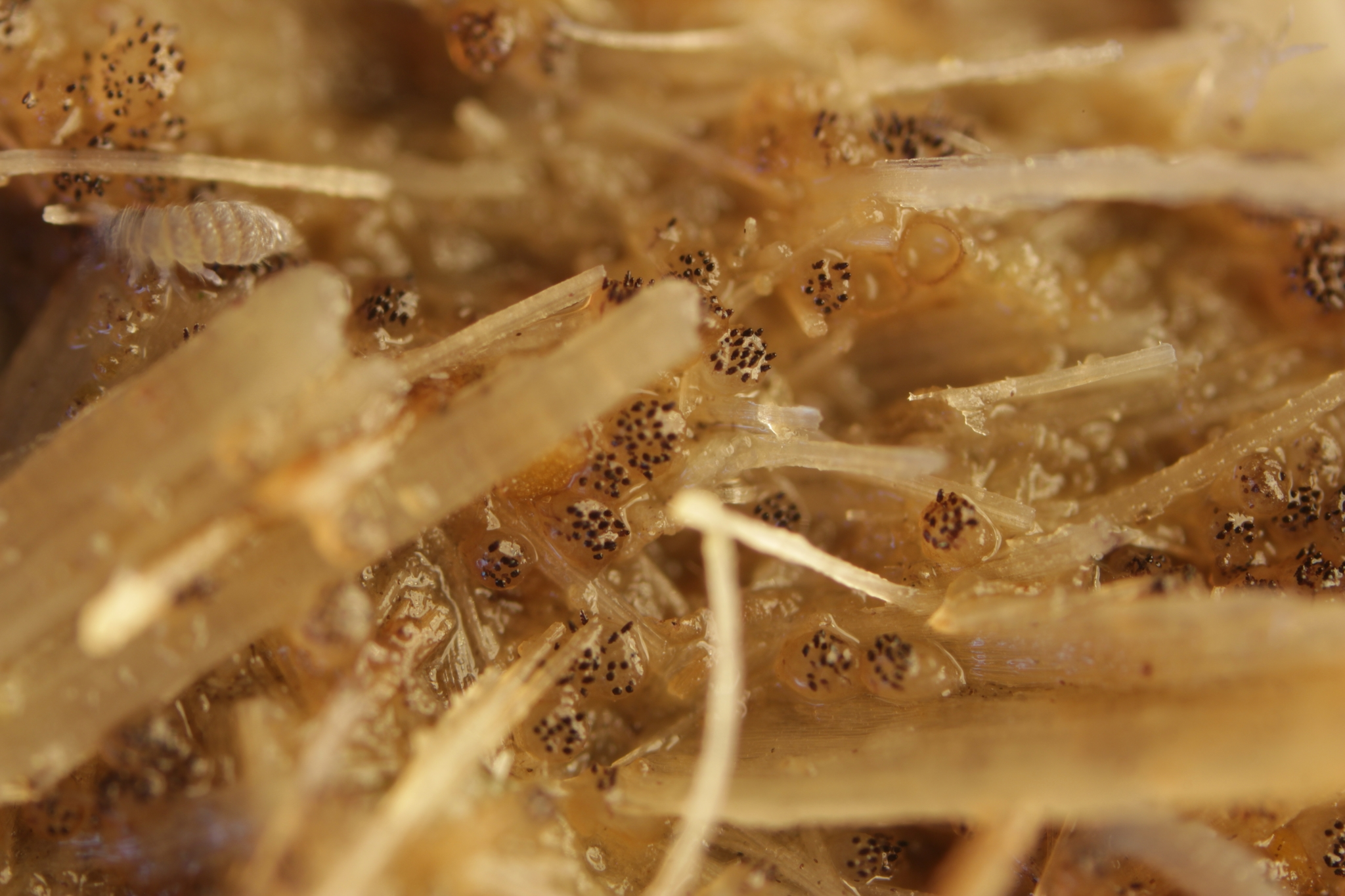
Den weißlichen Kotling (Ascobolus albidus) findet man ausschließlich auf Bärenkot.

### Saprophyte Pflanzen
Eigentlich zählen parasitär lebende Pflanzen nicht zu den Saprophyten, sondern zu den Epiparasiten, mitunter werden myko-heterotrophe Pflanzen dennoch als saprophyte Pflanzen bezeichnet.
- Orchideen, wie z. B. Blattloser Widerbart (Epipogium aphyllum) und Korallenwurz (Corallorhiza trifida)
- Fichtenspargelgewächse (Monotropoideae), die zu den Heidekrautgewächsen (Ericaceae) zählen, wie z. B. der Fichtenspargel (Monotropa hypopitys) (eigentlich myko-heterotroph)

Einziges bekanntes mykoheterotrophes Moos ist das Lebermoos Aneura mirabilis (syn. Cryptothallus mirabilis). Bei anderen Moosarten, bei denen eine heterotrophe Ernährung ebenfalls lange Zeit vermutet worden war, unter anderem bei den Koboldmoosen (Buxbaumia), wurde dies inzwischen widerlegt.

### Saprophyte Pilze
Pilze ernähren sich auf drei unterschiedliche Arten; 1) als Saprophyten, als Parasiten, oder in einer wechselseitig vorteilhaften Symbiose.
Ähnlich wie bei den Pflanzen ist auch bei Pilzen der Übergang zwischen saprophytischen und parasitären Arten fließend.

#### Unterteilung saprophyter Pilze
Viele der hier genannten Pilze, stammen aus der Roten Liste der gefährdeten Großpilze aus Mecklenburg-Vorpommern. Dort werden saprophyte Pilze noch feiner unterschieden, indem sie, je nach Standort einem der folgenden Lebensräume zugeordnet werden:
- carbophile Saprophyten, besiedeln Brandstellen, Holzkohle
- herbicole Saprophyten, besiedeln Stängel krautiger Pflanzen
- koprophile Saprophyten, besiedeln tierische Exkremente (Kotlinge; Ascobolaceae)
- lignicole Saprophyten, besiedeln Totholz
- semephile Saprophyten, besiedeln skierotisierte Samen
- terricole Saprophyten, besiedeln Erdreich, Streu, Mulch und Kompost (z. B. als Schimmelpilze[15])
- torfbewohnender Saprophyten sind im Moor zu finden

- Champignons
- Boviste und Stielboviste[14]
- Erdsterne[14]
- Gitterlinge[14]
- Hundsruten[14]
- Stäublinge[14]
- Tintlinge[14]
- Schimmelpilze, wie der Schwärzepilze Alternaria alternata
- Schmetterlings-Tramete
- Ascobolaceae
- Hainbuchen-Zystidenrindenpilz
- Grünblättriger Schwefelkopf[16]

Allein die Schimmelpilze umfassen über 100.000 verschiedenen Arten von Pilzen, die zwar aus menschlicher Sicht sehr ähnlich wirken, aber verschiedenen Untergruppen angehören.
Als bodenbewohnende (terricole) Saprophyten zersetzen die meisten von ihnen organische Stoffe, es gibt jedoch auch unter den Schimmelpilzen einige parasitär lebende Arten.